# Una star in periferia
Una star in periferia (Stuck in the Suburbs) è un film prodotto per Disney Channel del 2004 con Danielle Panabaker e Brenda Song.

## Trama
Il film parla di Brittany Aarons, teenager che vive in periferia e che da poco tempo è diventata amica di Natasha, nuova compagna di scuola. A interrompere la loro routine sarà lo scambio, per caso, dei cellulari con una famosa star. Inizia così una corsa per il recupero del cellulare da parte dell'assistente della star che rischia di essere licenziato. Brittany però sarà inizialmente contraria anche perché non capita tutti i giorni di ricevere chiamate da Madonna. Scappata la star (che pensa di essere inutile e non portato per il canto) e dopo aver litigato con Natasha (perché diceva che le idee di cambiare look alla star erano solo sue, ma che erano di Natasha), Brittany capirà che è l'ora di restituire il cellulare. Il film si concluderà con un concerto per la raccolta di fondi per una vecchia casa che la madre di Brittany vuole salvare e con il video dell'ultima canzone della star in cui appaiono Brittany, Natasha e tutte le loro amiche.